# Paul Butcher
Paul Matthew Hawke Butcher, född 14 februari 1994 i Los Angeles, Kalifornien, USA,  är en amerikansk skådespelare.
Butcher är mest känd för att spela rollen som Dustin Brooks i Nickelodeons populära TV-serien Zoey 101, alla fyra säsonger. Butcher inledde sin karriär som skådespelare när han bara var sju år gammal, han gjorde sin debut i filmen Landspeed från 2002. Butcher är son till före detta NFL-spelaren Paul Butcher Sr.

## Filmografi

### TV
- Six Feet Under
- The Santa Trap
- The Parkers
- That '70s Show
- Nico'adventures
- På spaning i New York
- All That
- 10th Anniversary Reunion Special
- Zoey 101
- Bones
- Medical Investigation
- King of the Hill
- Avatar: Legenden om Aang
- The King of Queens
- My Neighbor Totoro
- He's a Bully, Charlie Brown
- Imaginary Friend
- Over the Hedge
- Without a Trace
- American Dad!
- Meet the Robinsons
- Britney: For the Record
- Criminal Minds
- The Legacy
- MyMusic
- A Lesson in Romance
- Comedy Bang Bang